# タークリー文字
タークリー文字（タークリーもじ）は、かつて西ヒマラヤ各地で使われていたブラーフミー系文字の一種。左から右へ書くアブギダに属する。

## 概要
タークリー文字はシャーラダー文字から派生した文字のひとつで、14世紀ごろにシャーラダー文字から分かれ、同じくシャーラダー文字から派生したランダー文字と共通性がある。グルムキー文字を考案したグル・アンガドは、当時行われていたランダー文字とタークリー文字から取捨選択して文字を作りあげた。
タークリー文字は現在のヒマーチャル・プラデーシュ州とジャンムーを中心とする地域で使われていた。タークリー文字からはジャンムーで話されるドーグリー語のためのドーグリー文字や、ヒマーチャル・プラデーシュ州のチャンバ一帯で話されるチャメアーリー語を表記するためのチャメアーリー文字など、さまざまな亜種が発達した。
20世紀なかばまでにデーヴァナーガリーが広い地域で用いられるようになり、ドーグリーやチャメアーリーなどのタークリー系諸文字の使用は衰退した。
タークリー文字の構造はデーヴァナーガリーなどの他のインドの文字と同様だが、結合文字は二番目の要素が y/r/h のもの以外あまり使われない。

## Unicode
2012年のUnicodeバージョン6.1で、追加多言語面のU+11680..U+116CFに追加された。字形はチャンバのものを元にしている。
| Takri   |   |   |   |   |   |   |   |   |   |   |   |   |   |   |   |   |
|         | 0 | 1 | 2 | 3 | 4 | 5 | 6 | 7 | 8 | 9 | A | B | C | D | E | F |
| U+1168x | 𑚀 | 𑚁 | 𑚂 | 𑚃 | 𑚄 | 𑚅 | 𑚆 | 𑚇 | 𑚈 | 𑚉 | 𑚊 | 𑚋 | 𑚌 | 𑚍 | 𑚎 | 𑚏 |
| U+1169x | 𑚐 | 𑚑 | 𑚒 | 𑚓 | 𑚔 | 𑚕 | 𑚖 | 𑚗 | 𑚘 | 𑚙 | 𑚚 | 𑚛 | 𑚜 | 𑚝 | 𑚞 | 𑚟 |
| U+116Ax | 𑚠 | 𑚡 | 𑚢 | 𑚣 | 𑚤 | 𑚥 | 𑚦 | 𑚧 | 𑚨 | 𑚩 | 𑚪 | 𑚫  | 𑚬  | 𑚭  | 𑚮  | 𑚯  |
| U+116Bx | 𑚰  | 𑚱  | 𑚲  | 𑚳  | 𑚴  | 𑚵  | 𑚶  | 𑚷  |   |   |   |   |   |   |   |   |
| U+116Cx | 𑛀 | 𑛁 | 𑛂 | 𑛃 | 𑛄 | 𑛅 | 𑛆 | 𑛇 | 𑛈 | 𑛉 |   |   |   |   |   |   |